# Brugse zot

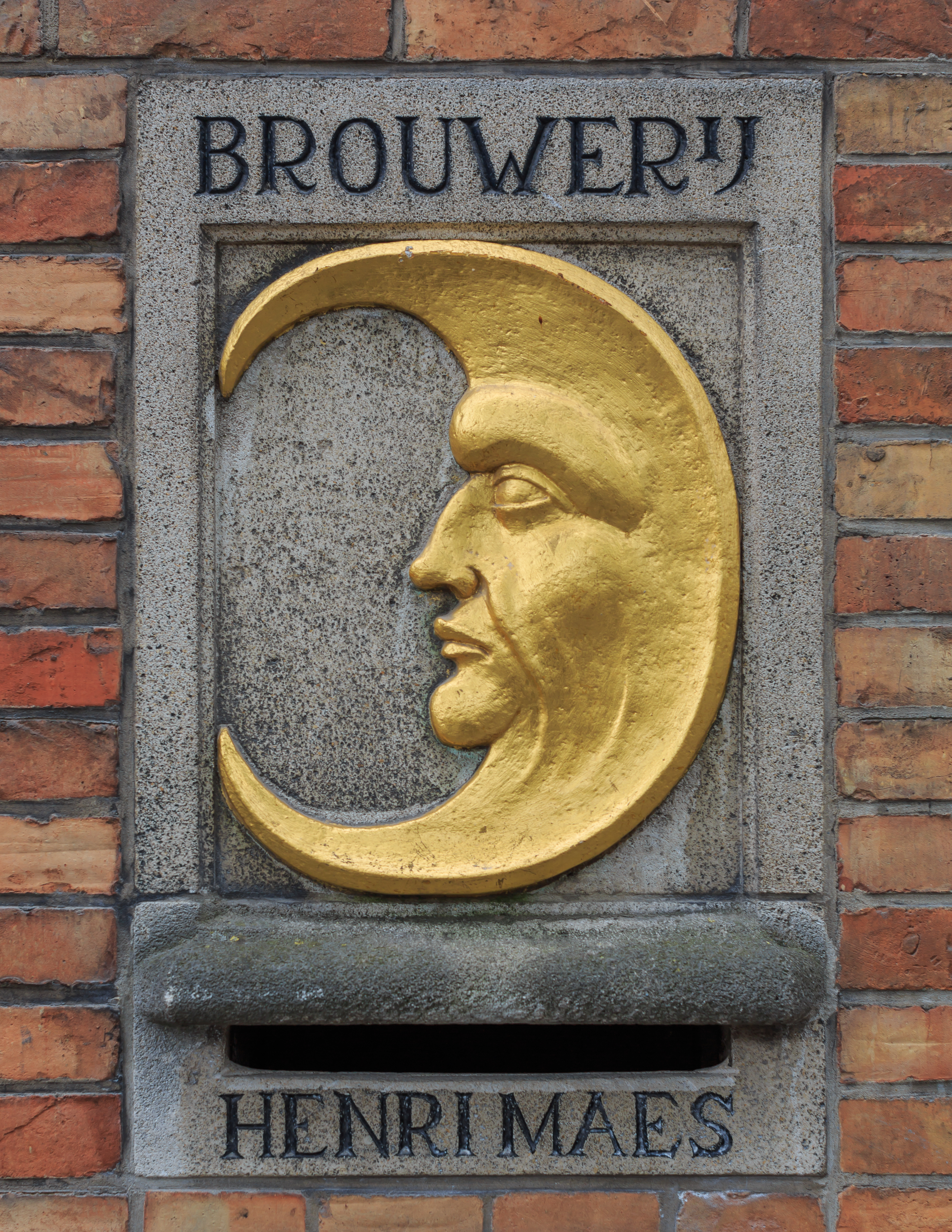
Sello de la Cervecería De Halve Maan

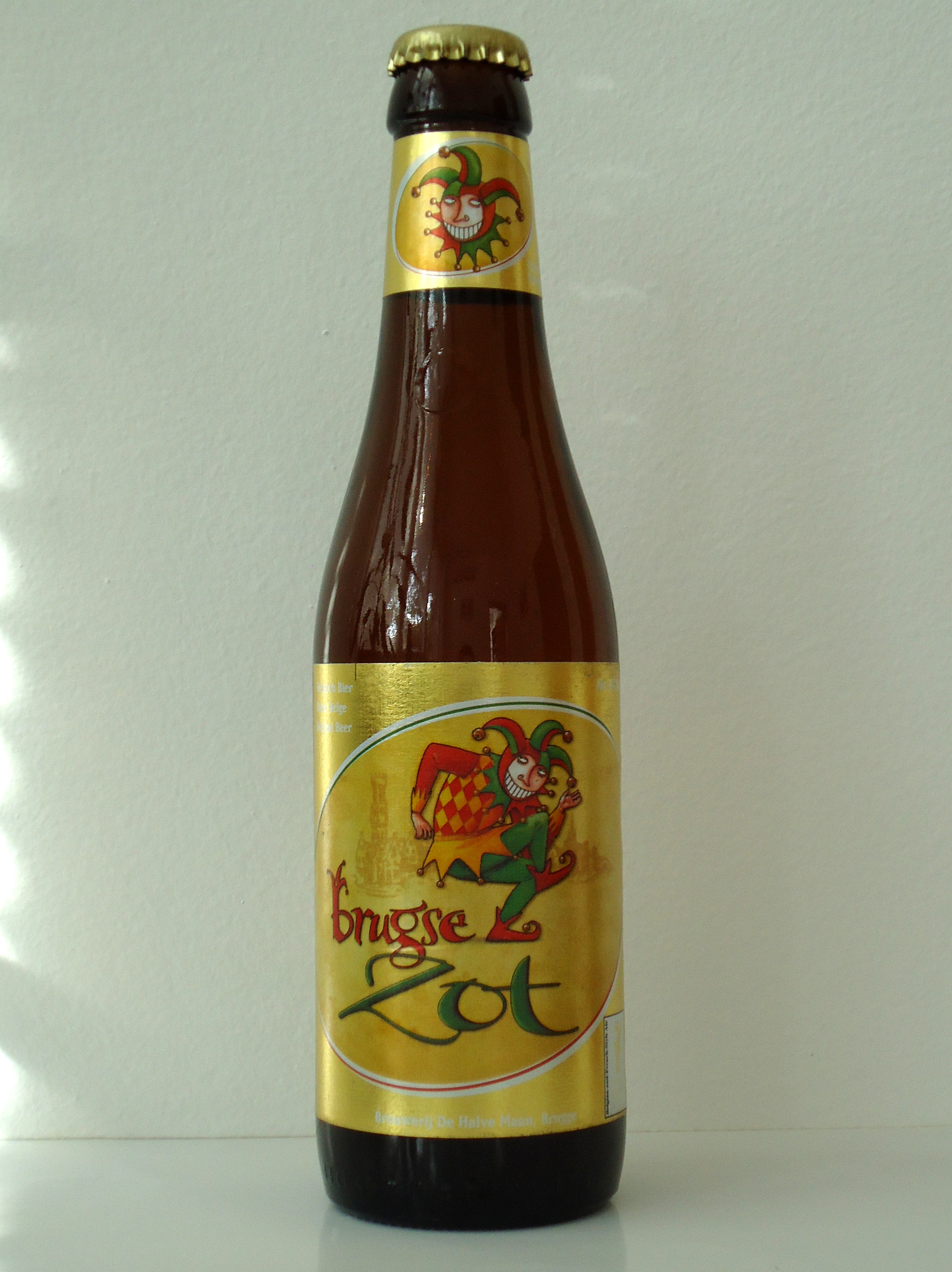
Brugze Zot Blonde - Botella de 330 ml

Brugse Zot es una cerveza belga de alta fermentación que es elaborada por la cervecería De Halve Maan dentro de la ciudad de Brujas.

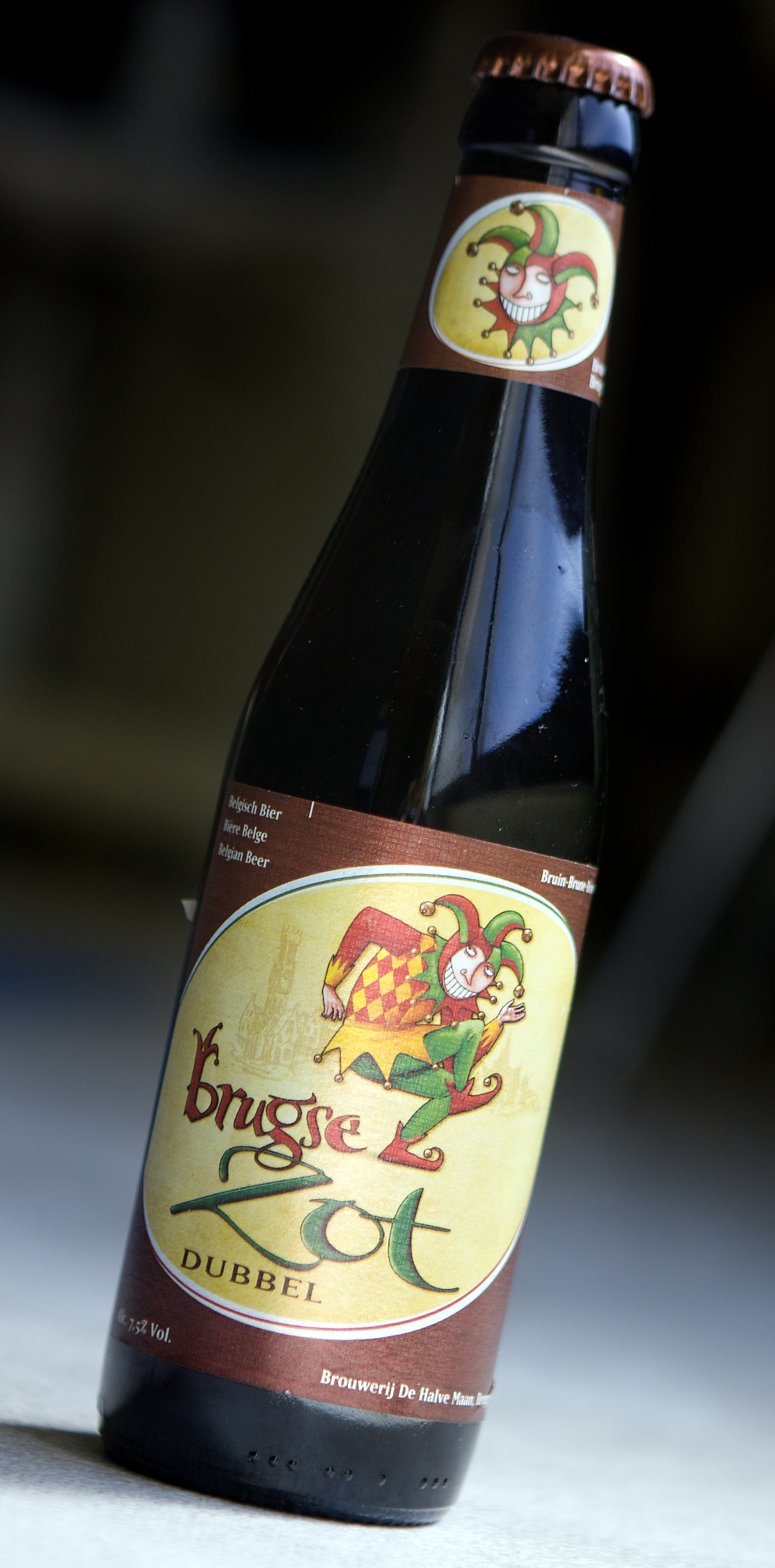
Brugse Zot Dubbel - Botella de 330 ml

## Variantes
- Brugse Zot Blond, una cerveza rubia dorada con una graduación alcohólica de 6%. La cerveza se elabora con cuatro diferentes tipos de malta y 2 aromáticas variedades de lúpulo.
- Brugse Zot Dubbel, es una versión marrón con un contenido de alcohol del 7.5%. Se elabora con 6 maltas especiales.

Ambas han ganando varios premios internacionales a la calidad de la cerveza.

## Nombre
La historia de Brugse Zot se remonta a la leyenda medieval sobre el emperador Maximiliano de Austria. Tras la muerte de su consorte María de Borgoña, en 1482 Maximiliano asume la regencia de los Países Bajos, que en esa época incluía a la ciudad de Brujas y otros territorios.
Los brujenses sintieron hostilidad hacia la estricta modalidad del nuevo gobernante por los impuestos elevados y el clima general era de insatisfacción y rebeldía. Cuando Maximiliano llegó a Brujas en la primavera de 1488 para suprimir una revuelta, los brujenses apresaron al príncipe. Una vez liberado, Maximiliano tomó represalias prohibiendo fiestas y celebraciones. Para apaciguarlo, los brujenses organizan una gran celebración en su honor, con una gran cabalgata llena de bufones y arlequines. A continuación le solicitaron su anuencia para celebrar festividades y para construir un nuevo manicomio. ¿Qué les respondió Maximiliano? “¡Cierren todas las puertas de Brujas, que ya tienen un manicomio!”
Desde entonces, las personas lugareñas tienen el sobrenombre de “Locos de Brujas” (en neerlandés flamenco: Brugse Zotten), el mismo vuelve a aparecer una y otra vez a lo largo de la historia de esta ciudad.
La elabora la cervecería De Haalve Man, fundada en 1856 en el centro de Brujas por Leon Maes, también conocido como Henri I. Esta cervecería también elabora otras marcas de cervezas belgas como Straffe Hendrik. En 2016 se construyó una tubería subterránea para facilitar el transporte de cerveza desde la fábrica hasta la embotelladora De esta forma se mejoró considerablemente la infraestructura de la fábrica, ya que las estrechas calles de Brujas impedía transportar la mercancía de forma cómoda.

## Premios
- World Beer Cup 2010 - Plata por Brugse Zot Blond en la categoría de Mejor Ale o Pale Ale Rubia Belga.
- Australian International Beer 2012 - Medalla de plata para Brugse Zot Blond en la categoría de Bélgica y Francia Estilo Ale - Abbey Rubia
- Australian International Beer Awards 2012 - medalla de bronce por Brugse Zot Dubbel en la categoría de Bélgica y Francia Estilo Ale - Abbey Dubbel
- World Beer Awards 2012 - Oro de Brugse Zot Blond por un Mejor Estilo Belga Rubia
- Australian International Beer Awards 2013 - Medalla de Plata en la categoría Abbey Rubio por Brujas Zot Blond
- Australian International Beer Awards 2013 - Medalla de oro en la categoría de Abbey Dubbel Brugse Zot Dubbel
- Belgian Beer Awards Digitaal Festival 2016 - Medalla de oro en la Categoría Blond <6.5%[3]